# Universitat de Michigan
La Universitat de Michigan (UM, U-M, UMich o bé U of M) és una universitat pública dels Estats Units que està situada a l'estat de Michigan. El campus principal es troba a Ann Arbor i té altres campus menors a Flint i Dearborn. És una de les universitats públiques de major prestigi als Estats Units, en el Rànquing de Xangai de 2021 estava classificada la 26a del mon i 18a del país.
La Universitat de Michigan va ser fundada el 1817 com una universitat pública—prop de 20 anys abans que Míchigan es convertís oficialment en estat—a la zona dels Grans Llacs propera a Detroit amb una expropiació de terreny a diverses comunitats natives d'Amèrica del Nord. El 1837, coincidint amb la creació de l'estat de Michigan, la universitat es va traslladar a Ann Arbor.
Té un total de 28 facultats i escoles universitàries, amb més de 55.000 alumnes matriculats.
En la seva edició del 2007, U.S. News & World Report va col·locar a la recepció dels estudiants com a número 24 en els Estats Units, i en el seu més recent investigació el 1995 el Consell d'Investigació Nacional va llistar a la Universitat de Michigan com a tercera en els Estats Units. Aquesta universitat té un dels pressupostos més grans per investigació entre les universitats dels Estats Units i una de les més grans plantilles d'exalumnes amb 420,000. La Universitat de Michigan té a més un dels centres mèdics acadèmics més importants als Estats Units, la Universitat de Michigan Health System. La universitat és reconeguda per la seva història en l'activisme estudiantil, seus equips esportius, més notablement en futbol americà, básquetbol col·legial i hoquei sobre gel.
Tot i ser una institució pública, la Universitat de Míchigan és coneguda per les altes quotes, matricules, pagades pels estudiants, les beques a estudiants estrangers resulten les més costoses al país. També, tot i que la universitat va afirmar davant la Cort Suprema dels Estats Units, que la competència com un factor dels nous ingressos a les universitats eren constitucionals, el 2003, els votants en Míchigan van aprovar certes restriccions amb una acció afirmativa en universitats públiques i contractació governamental al novembre de 2006. Això va forçar a la Universitat de Michigan a cessar l'ús de la competència d'ingrés i de gènere i el criteri per acceptacions.

## Història

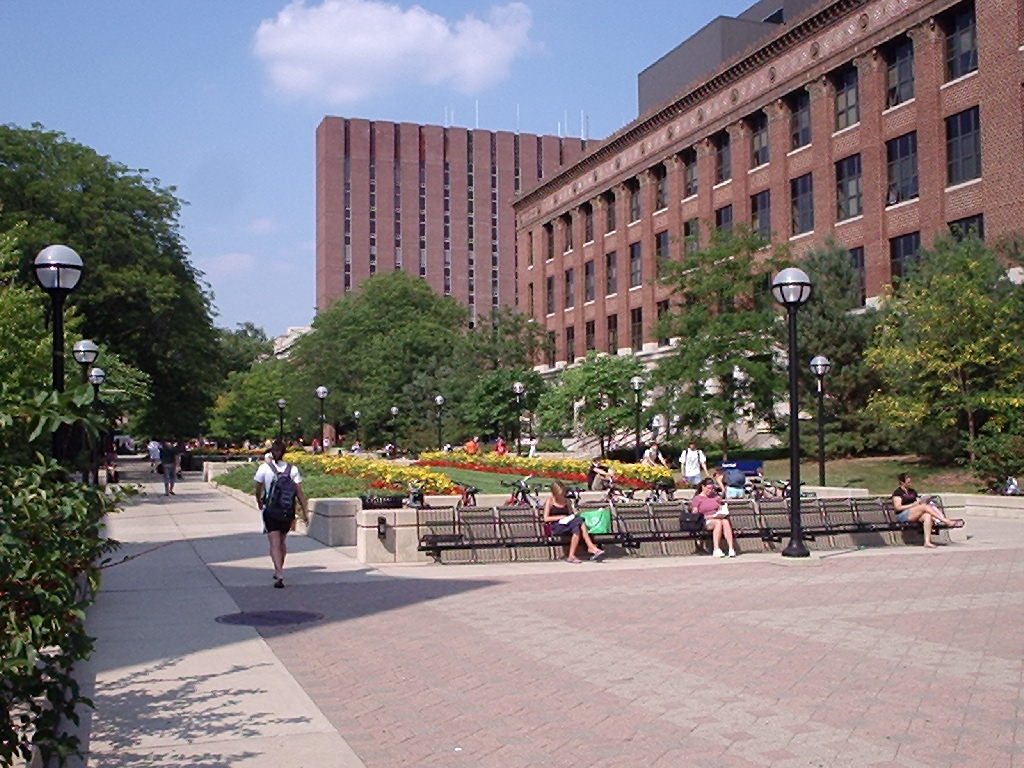
Campus central.

La Universitat de Michigan es va fundar el 1817 per la legislació de l'territori de Michigan a Detroit en una àrea de 7.76 quilòmetres cedits pel tractat de Fort Meigs per les poblacions de Chippewa, Ottawa i Potawatomi. Ann Arbor va separar 16 hectàrees que esperava que es convertís en el lloc per a una nova capital de l'estat, però va oferir aquesta propietat per a la universitat quan Lansing va ser escollida com a nova capital estatal. La terra en Detroit va ser venuda, i la universitat es va mudar cap Ann Arbor a 1837. Les 16 hectàrees originals es van tornar part de l'actual campus central.
Les primeres classes a Ann Arbor es van tenir en 1841, amb sis alumnes de primer any i un de segon, amb dos mestres impartint classes. Onze estudiants van prendre part en la primera cerimònia de graduació en 1845. Per 1866, la plantilla va créixer a 1,205 estudiants, molts dels quals eren veterans de la Guerra Civil Nord-americana. En 1870 es va permetre l'accés a estudiants femenines, fent a aquesta universitat la primera gran universitat a fer-ho i la tercera a nivell nacional després del Col·legi Oberlin a 1883 i la Universitat Lawrence a 1847.
El 1958 va obrir un nou campus a Dearborn i posteriorment a Flint.
Des dels anys 1920 la biblioteca encabeix la Col·lecció Labadie, un dels arxius més grans del món sobre moviments anarquistes, radicals i emancipadors des del 1870 fins avui.

## Facultats

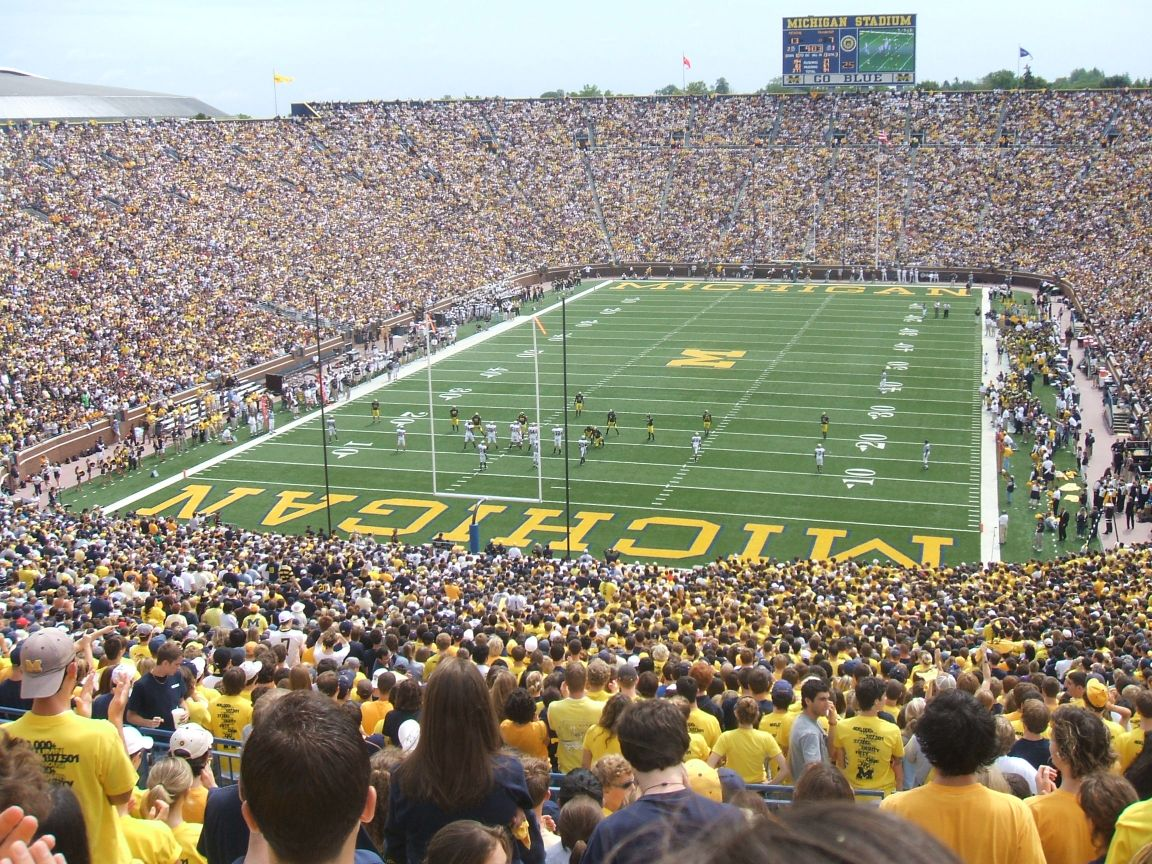
The Big House. Estadi de futbol americà de la Universitat. Recentment engrandit.

Actualment, la Universitat de Michigan té les següents facultats, escoles i col·legis universitaris:
- Col·legi d'Enginyeria de la Universitat de Michigan
- Col·legi de Literatura, Ciència i les Arts
- Gerald R. Ford School of Public Policy
- Michigan Law School
- Universitat de Michigan Health System
- Ross School of Business
- Escola d'Educació de la Universitat de Michigan
- Escola d'Informàtica de la Universitat de Michigan
- School of Music, Theater & Dance, Universitat de Michigan
- School of Natural Resources & Environment, Universitat de Michigan
- Col·legi de Farmàcia de la Universitat de Michigan
- Escola de Salut Pública de la Universitat de Michigan
- Taubman College of Architecture and Urban Planning

La facultat més antiga és la de Literatura, Ciències i les Arts, i la més recent és l'Escola de Política Pública, finançada per la Fundació Gerald Ford, que data de 1995.

## Rànquings

### Internacionals
Al Rànquing Mundial d'Universitats QS de 2022, la Universitat de Michigan va ocupar el lloc 23 al món. Per la seva banda, la classificació mundial de Times Higher Education de 2022 va col·locar la UM en el lloc 24 a nivell global basant-se en la qualitat de l'ensenyament, la investigació, la transferència de coneixement i la perspectiva internacional. Altres Rànquings com U.S. News & World Report posiciona la UM al lloc 19 entre 1.750 institucions educatives a nivell mundial. Es destaca particularment pel seu nivell acadèmic i a nivell d'investigació a les àrees de ciències socials, salut pública i arts i humanitats. Finalment, la Universitat de Michigan ocupa el lloc 26 d'acord amb el Rànquing Acadèmic d'Universitats del Món, el qual avalua el rendiment acadèmic i de recerca de més de mil institucions a 68 països.

### Nacionals
A l'edició 2022 del U.S. News & World Report, la Universitat de Michigan va ocupar el tercer lloc entre les millors universitats públiques del país i el lloc 23 a nivell nacional. Aquest rànquing també va posicionar la UM com la novena universitat amb més nivell d'innovació als Estats Units. Altres èxits i reconeixements de la Universitat de Michigan refereixen que és la quarta institució amb major nombre de voluntaris del Cos de Pau, a saber, 2.458 des que l'organització va ser fundada el 1961. UM també va classificar com la sisena institució amb més presència d'estudiants internacionals, cosa que es reflecteix en l'ensenyament de 65 llengües, inclòs el català.